# Hrdějovice
Hrdějovice är en ort i Tjeckien.   Den ligger i regionen Södra Böhmen, i den centrala delen av landet, 120 km söder om huvudstaden Prag. Hrdějovice ligger 387 meter över havet och antalet invånare är 1 560.
Terrängen runt Hrdějovice är huvudsakligen platt, men norrut är den kuperad. Runt Hrdějovice är det tätbefolkat, med 343 invånare per kvadratkilometer. Närmaste större samhälle är České Budějovice, 4,9 km söder om Hrdějovice. Omgivningarna runt Hrdějovice är en mosaik av jordbruksmark och naturlig växtlighet.